# Irische Badmintonmeisterschaft 2007
Die Irische Badmintonmeisterschaft 2007 fand Anfang Februar 2007 in Dublin im Baldoyle Badminton Centre statt.

## Sieger und Finalisten
| Disziplin    | Gold                        | Silber                          |
| ------------ | --------------------------- | ------------------------------- |
| Herreneinzel | Scott Evans                 | Michael Watt                    |
| Dameneinzel  | Chloe Magee                 | Lisa Lynas                      |
| Herrendoppel | Sam Magee Daniel Magee      | Graham Henderson Eugene McKenna |
| Damendoppel  | Chloe Magee Karen Bing      |                                 |
| Mixed        | Donal O’Halloran Karen Bing |                                 |